# Bothynorrhynchus
Bothynorrhynchus är ett släkte av skalbaggar. Bothynorrhynchus ingår i familjen vivlar.
Kladogram enligt Catalogue of Life:
| Bothynorrhynchus | \| \| Bothynorrhynchus lascivus \| \| \| \| |
|                  | \| \| Bothynorrhynchus lascivus \| \| \| \| |
|                  | Bothynorrhynchus lascivus                   |
|                  |                                             |